# Chartreuse Saint-Ambroise de Garegnano
La chartreuse Saint-Ambroise de Garegnano, en italien : Certosa di Garegnano, également appelée chartreuse de Milan ou Notre-Dame-de-L’Agnus-Dei, en latin : Agnus Dei Mediolani, est un ancien monastère chartreux situé à Garegnano, à la périphérie nord-ouest de Milan en Italie. Un des principales établissements ecclésiastiques de la Renaissance, du classicisme et du baroque milanais.

## Histoire
La chartreuse de Saint-Ambroise est fondée en 1349 par Jean Visconti, archevêque et souverain de Milan qui lui fourni de vastes propriétés foncières et immobilières, des champs, des vignobles et des bois à Trenno (it), dont les revenus peuvent garantir la subsistance des moines, et il l'exonére de tous les impôts et taxes. Les membres de sa famille se montrent aussi de grands bienfaiteurs. Luchino Visconti fait des dons substantiels à la chartreuse pour l'agrandir et y construire de nouveaux autels.
Le Barco ducale que l'on commence à aménager au nord du Castello de Porta Giovia, édifié par Galéas II Visconti, relie la résidence princière à la chartreuse de Milan.
Le monastère est situé dans le bois Bosco della Merlata (it), une zone très fréquentée par les brigands et bandits qui, dans la nuit du 23 avril 1449, sont entrés dans la chartreuse et ont volé de l'or et des pierres précieuses.
La chartreuse est presque entièrement reconstruite sous la direction de l'architecte Vincenzo Seregni, chef de la Fabbrica del Duomo de Milan, à partir des années 1470, clairement divisée en deux zones, l'une destinée aux moines, l'autre aux convers.
En 1629, le peintre Daniele Crespi décore l’église.

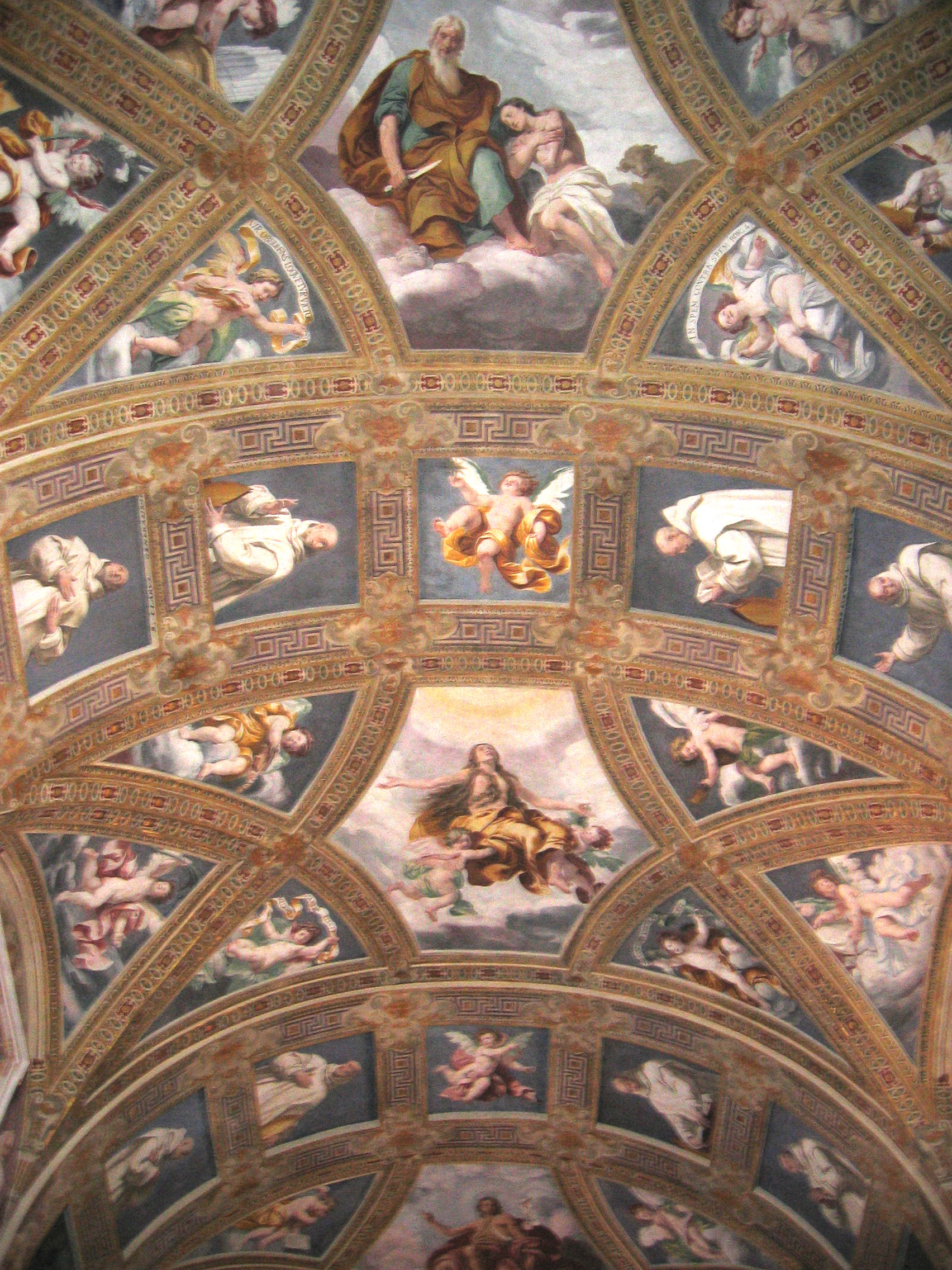
Fresque de Daniele Crespi.

La chartreuse est supprimée par Joseph II en 1779, et l’église devient l'église paroissiale Notre-Dame de l'Assomption, en 1782. La cloison divisant l'église en deux est supprimée, les stalles sont enlevées. Les bâtiments conventuels adjacents sont profondément modifiés après la suppression de 1782.
Dans la seconde moitié du XVIIIe siècle, Biagio Bellotti (it) intervient dans la salle capitulaire et dans la chapelle de l'Annonciation. Ce qui rapproche la chapelle des créations du rococo.
Elle est utilisée comme caserne pendant l'occupation napoléonienne; le grand cloître est détruit. L'église est redonné au culte avec la restauration autrichienne.
Au cours du XIXe siècle, Lord Byron la visite et est particulièrement impressionné par ses fresques qu'il décrit dans l'une de ses lettres.
Le maître-autel de l'église est construit dans les années 1930.

## Prieurs
Le prieur est le supérieur d'une chartreuse, élu par ses comprofès ou désigné par les supérieurs majeurs
- 1389 : Étienne Maconi (1346-1424)[3], profès de la chartreuse de Pontiniano, prieur en 1383, visiteur de la province de Lombardie en 1385, prieur de Milan en 1389, de  Žiče puis général des chartreux « urbanistes », ami de sainte Catherine de Sienne. Il travaille également pour réunir l'ordre des chartreux divisé[4]. Il abdique en faveur de la réunification de l'ordre en 1410. Il suggère au duc Jean-Galéas la fondation de la chartreuse de Pavie. Il est béatifié.
- 1563 : Jean de Libra ou Delibra (le Vieux), né à Montauban, il étudie à l'Université de Cahors, y occupe une chaire pendant quelques années, se fait moine à la Chartreuse de Cahors en 1533, prieur de Glandier, puis de Castres en 1545, de Glandier (1557-1563), visiteur commissaire des trois provinces italiennes et prieur de Milan, revient d'Italie en 1563, nommé, pour la deuxième fois, prieur de Castres[5], visiteur d'Aquitaine[6].
- 1581 : Andreu ou André Capella (†1609), né à Valence en 1529, entre chez les jésuites, maître des novices et recteur du collège de sa ville natale. Il fait profession à la chartreuse de Scala Dei en 1570. Il est prieur de Porta Cœli en 1574, de Scala Dei en 1575, du Paular en 1576, de Naples en 1579, de Milan en 1581, et à nouveau de Scala Dei en 1584. Chargé par le roi de la réforme des bénédictins et des chanoines réguliers d’Espagne, il est nommé évêque d’Urgell en 1588.
- 1717: Raimundo ou Raymond Robi (†1729), né en 1665 de famille noble, page de Charles II en 1680, capitaine de cavalerie en 1685, il fait profession à Montalègre en novembre 1687. Hôte à Majorque, puis à Pavie par hostilité à Philippe V, il est nommé en 1717 prieur de Milan et convisiteur de Lombardie. En 1727, il est nommé évêque de Catane.
- ? : Supriès, en religion Thaddée[7].

## Visiteurs notables

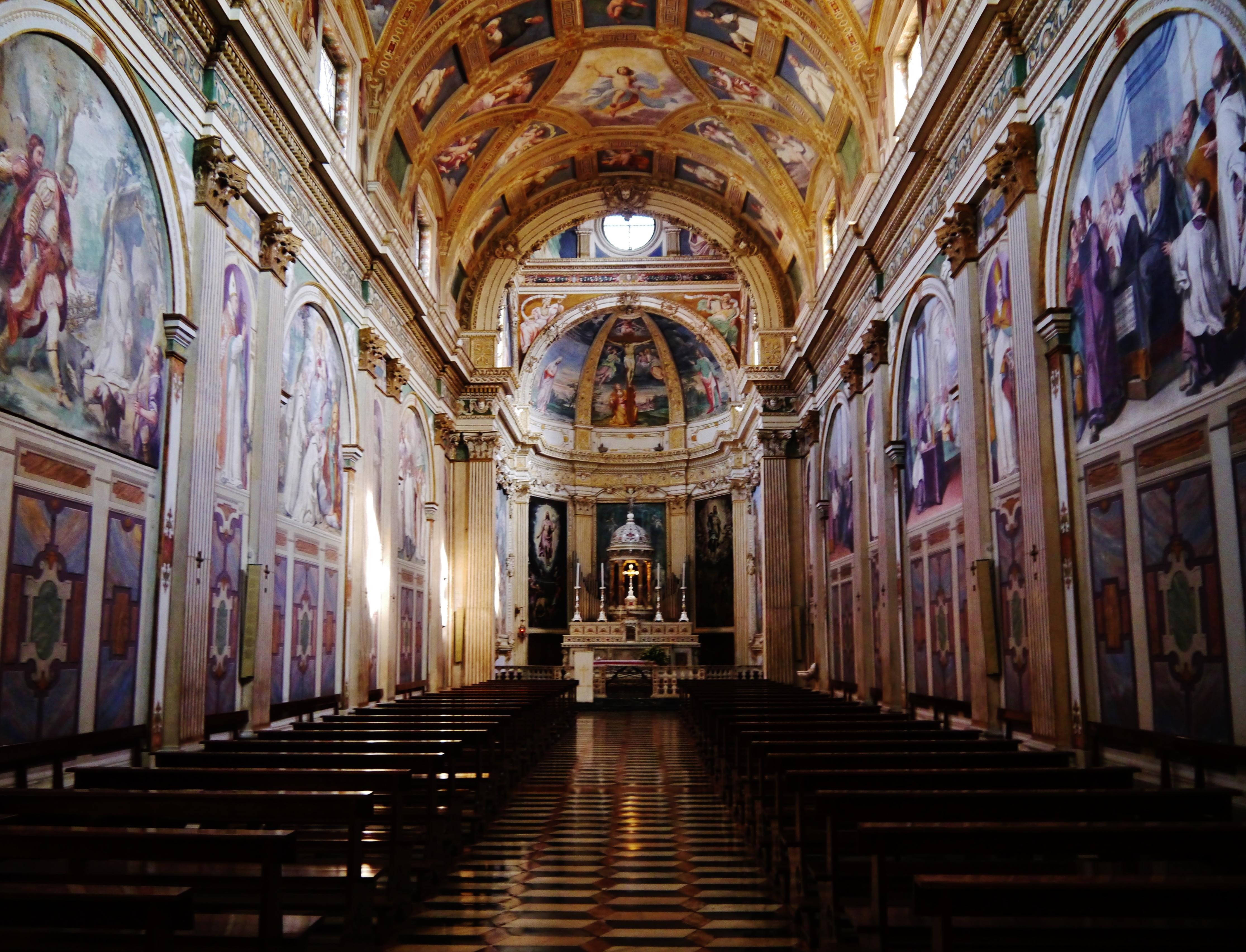
La nef de la chartreuse.

La chartreuse a accueilli des personnalités célèbres de la vie politique et religieuse de l'époque telles que Pétrarque, Bernardin de Sienne, Charles Borromée ou Philippe IV, roi d'Espagne.

## Aujourd'hui
De l'immense monastère, il reste très peu de choses aujourd'hui, l'église, la cour d'Almsina, la Cordile d'Onore et certaines parties des bâtiments de la chartreuse autour du cloître de la maison d'hôtes, accès à l'ancien réfectoire monastique, aujourd'hui chapelle des religieuses missionnaires franciscaines. Il reste quelques fragments du grand-cloître chartreux, situé derrière l'église, et le portail sur le côté vers l'entrée de l'autoroute A8.